# Cassyma etawa
Cassyma etawa är en fjärilsart som beskrevs av Swinhoe 1900. Cassyma etawa ingår i släktet Cassyma och familjen mätare. Inga underarter finns listade i Catalogue of Life.